# Volker Schlegel
Volker Schlegel (* 9. Juni 1942 in Leipzig) ist ein ehemaliger Staatsrat der Freien und Hansestadt Hamburg sowie ehemaliger Botschafter der Bundesrepublik Deutschland.

## Leben
Volker Schlegel wurde in Leipzig geboren, er studierte Jura und Volkswirtschaft in Bonn, Freiburg und Köln. Nach Anwaltstätigkeit in Düsseldorf trat er in den Diplomatischen Dienst in Bonn ein mit Auslandsstationen in Genf und Teheran, als Leiter der Botschaften in Singapur, Mali, Senegal und Jamaika sowie als Wirtschaftsgesandter in Washington, D.C.
Für mehr als vier Jahre war er außerhalb des öffentlichen Dienstes als Leiter des zentralen Vertriebs eines Großunternehmens in Köln tätig.
Von 2002 bis 2004 war Schlegel für die FDP Staatsrat für Wirtschaft und Arbeit im Hamburger Senat.